# Wad Madani
Wad Madani   (în arabă ود مدنى) este un oraș  în  Sudan. Este reședinta  statului Al Jazirah.